# Russell Simmons
Russell Wendell Simmons (New York, 4 oktober 1957) is een Amerikaans ondernemer en muziekproducent. Hij is medeoprichter van het hiphop-platenlabel Def Jam Recordings en creëerde de kledinglijnen Phat Farm, Argyleculture en Tantris.

## Biografie
Simmons is geboren en getogen in Queens, New York. In 1975, na zijn afstuderen aan de August Martin High School, studeerde Simmons kort aan het City College of New York in Harlem. Hier ontmoette hij dj en b-boy Kurt Walker, die ervoor zorgde dat Simmons in de hiphopindustrie terechtkwam. Hij stopte met zijn studie en begon lokale rapartiesten, onder wie Kurtis Blow en de groep Run-D.M.C. van zijn broer Rev Run, te promoten en hun albums te produceren. 
In 1983 richtte hij met Rick Rubin het muzieklabel Def Jam op. Bij het label werden Run-D.M.C., LL Cool J en de Beastie Boys getekend. Met deze eerste drie ontdekkingen kregen Def Jam en Simmons grote bekendheid. In 1985 co-produceerde en verscheen Simmons in de film Krush Groove. Na het vertrek van Rubin (die een nieuw label oprichtte), breidde Simmons zijn bedrijf uit onder de naam Rush Communications. Naast het label heeft de groep een managementbedrijf, een modemerk genaamd Phat Farm (gelanceerd in 1992), een filmproductiebedrijf, een tijdschrift en een reclamebureau. Ook produceerde hij televisieprogramma's, zoals Def Comedy Jam. In 1996 co-produceerde Simmons de film The Nutty Professor met Eddie Murphy.
In 1999 verkocht Simmons zijn platenmaatschappij Def Jam voor $100 miljoen aan de Universal Music Group. In 2004 verkocht hij Phat Farm voor $140 miljoen.
Simmons werd in 2017 beschuldigd van seksueel grensoverschrijdend gedrag en misbruik, onder anderen door actrice Jenny Lumet. Hij ontkende de aantijgingen maar trok zich terug uit al zijn ondernemingen.